# عذاب (خوی)
عذاب، روستایی است از توابع بخش مرکزی شهرستان خوی استان آذربایجان غربی ایران. 

## جمعیت
این روستا در دهستان قره‌سو قرار داشته و بر اساس سرشماری سال ۱۳۸۵ جمعیت آن ۱۲۳۷ نفر (۲۵۲ خانوار)
بوده‌است.